# Finale del campionato NFL 1953
La finale del campionato NFL 1953 è stata la 21ª del campionato della NFL. La gara si tenne il 27 dicembre 1953 al Briggs Stadium di Cleveland tra Cleveland Browns e Detroit Lions. Questo fu il secondo consecutivo in finale tra le due franchigie. L'anno successivo ve ne sarebbe stato un terzo.
I Lions avevano terminato la stagione regolare con un record di 10–2 e il titolo della Western Conference ed erano guidati dal quarterback Bobby Layne e dal running back Doak Walker. I Browns avevano concluso con un bilancio di 11–1 e vinto la Eastern Conference. In panchina erano allenati da Paul Brown mentre il loro quarterback era Otto Graham. Questa fu la quarta apparizione della squadra consecutiva in finale da quando si era unita alla NFL nel 1950.
I Lions, considerati la squadra sfavorita, vinsero una gara equilibrata, diventando la terza squadra della storia della lega a conquistare due titoli consecutivi.

## Marcature
- DET – Walker su corsa da 1 yard (extra point trasformato da Walker) 7–0 DET
- CLE – FG di Groza da 13 yard 7–3 DET
- DET – FG di Walker da 23 yard 10–3 DET
- CLE – Jagade su corsa da 9 yard (extra point trasformato da Groza) 10–10 TIE
- CLE – FG di Groza da 15 yard 13–10 CLE
- CLE – FG di Groza da 43 yard 16–10 CLE
- DET – Doran su passaggio da 33 yard di Layne (extra point trasformato da Walker) 17–16 DET